# Словеня Вас
Словеня Вас (словен. Slovenja vas) — поселення в общині Хайдина, Подравський регіон‎, Словенія.